# École nationale supérieure des mines de Paris
École nationale supérieure des mines de Paris, također poznata i pod imenom Mines ParisTech, francuska je grande école[visoka škola?] i sastavni fakultet Université Paris sciences et lettres. Osnovao ga je 1783. kralj Luj XVI.
Mines ParisTech odlikuju se izvanrednim učinkom svojih istraživačkih centara i kvalitetom međunarodnog partnerstva s drugim prestižnim sveučilištima u svijetu.

## Poznati maturanti
- Pierre Berthier, francuski geolog i mineralog
- Louis Le Chatelier, francuski inženjer
- Henry Louis Le Chatelier, francuski kemičar kasnog 19. i ranog 20. stoljeća
- Charles Combes, francuski inženjer
- Auguste Perdonnet, francuski inženjer

## Vanjske poveznice
- Mines ParisTech